# Интелектуална недостатъчност
Интелектуална недостатъчност, наричана „умствена изостаналост“ или „умствена недоразвитост“ е отклонение от нормалното психично развитие, което се изразява в цялостна изостаналост или недоразвитие на личността.
Въпреки това днес се смята, че всяко дете, диагностицирано с интелектуална недостатъчност е способно да учи, да се развива и да расте, но изисква специална програма и специални грижи. Една от важните характеристики на личността на детето с умствена изостаналост е незрелостта на неговата емоционалност.

## Причини
Най-често сочените причини за интелектуалната недостатъчност са:
- Генетична предразположеност – генни мутации, неблагоприятна наследственост, непълноценност на генеративните

клетки на родителите, хромозомни аномалии,
- Проблеми по време на бременността – тежък грип, шарка, скарлатина, интоксикации с алкохол, наркотици
- Усложнения при раждането – травми, най-вече поради притискане на детето, задушаване, или разкъсване на

кръвоносни съдове
- Болести – най-вече менингит, енцефалит, менингоенцефалит, недохранване, отравяния

## Диагностика
Интелектуалната недостатъчност се диагностицира чрез преглед на следните два признака:
- Способност на детето да учи, мисли, да се справя с проблеми и да разбира околния свят (наречена коефициент на интелигентност (IQ) или интелектуално функциониране)
- Способност да се справя самостоятелно (наречено адаптивно поведение или адаптивно функциониране)

Интелектуалното функциониране или IQ обикновено се измерва чрез тест, наречен IQ тест. Средният резултат е 100. Хора, чийто резултат е под 70 – 75, се смята, че имат интелектуална недостатъчност. За да измерят другия показател, адаптивното поведение, професионалистите наблюдават какво дадено дете прави в сравнение с другите деца на неговата възраст.

### Лека или слаба степен на умствена недостатъчност
Това са деца с 50 – 70 IQ. Повечето от тях могат да възприемат учебния материал и подлежат на обучение. Проблемът е по-скоро поведенчески и емоционален – започват да говорят по-късно, трудно четат и пишат, което затруднява комуникацията с останалите деца.

### Умерена степен на умствена недостатъчност
Това са деца с 35 – 50 IQ. При тях обучението е затруднено, те успяват да се научат на ръчен труд, който не включва сложни операции, но имат ограничени възможности в езиковата сфера. Изостава развитието и на двигателната им система. Не винаги успяват да водят самостоятелен живот, обикновено се нуждаят от постоянен контрол. Много малка част от тях усвояват четенето, писането и смятането.

### Тежка степен на умствена недостатъчност
Това са индивиди с 20 – 35 IQ – този тип деца трябва да са под системен и много внимателен надзор. Те обикновено не могат да се научат да четат и пишат и при тях има ясно изразени двигателни нарушения. Имат много ниски показатели на успеваемост.

### Дълбока степен на умствена недостатъчност
Децата с под 20 IQ имат крайно ограничени възможности, силно ограничена подвижност или пълна неподвижност, комуникацията е почти невъзможна и осъществима само със знаци, но не и думи. Нуждаят се от непрекъснати грижи, постоянен контрол и наблюдение.